# Fincharn Castle
Fincharn Castle, auch Fionchairn Castle oder Glassery Castle, ist eine Burgruine beim Dorf Ford auf einer felsigen Landzunge am Südwestufer des Loch Awe in der schottischen Council Area Argyll and Bute. Der Lord of Glassary ließ die Burg in Form eines Hallenhauses um 1240 errichten.
Das Gebäude hatte zwei Stockwerke und ist in Nordwest-Südost-Richtung ausgerichtet. Der Eingang befindet sich im unteren Stockwerk im Nordwestgiebel. Das Hallenhaus bedeckt eine Grundfläche von circa 11,8 Metern × 5,3 Metern. Die Bruchsteinmauern sind circa 1,35 Meter dick, am Nordwestgiebel jedoch 2,1 Meter.
Heute sind nur noch Ruinen mit bis zu 5 Metern Höhe erhalten. Fincharn Castle gilt als Scheduled Monument.